# Sara (canción)
«Sara» es una canción interpretada por la banda de rock británico-estadounidense Fleetwood Mac. Fue publicada el 14 de diciembre de 1979 como el segundo sencillo de su duodécimo álbum de estudio, Tusk.

## Composición y arreglos
La canción fue compuesta en un compás de 4
4 con un tempo de 120 pulsaciones por minuto y está escrita en la tonalidad de sol mayor. Las voces van desde A3 a A4. «Sara» ha sido descrita como una canción de country rock, pop rock, y rock and roll.

## Recepción de la crítica
Un escritor no especificado de la revista Billboard escribió: “El segundo lanzamiento de ‘Tusk’ está más en línea con el sonido accesible de Fleetwood Mac. La voz principal de Stevie Nicks y el acompañamiento de medio tiempo le dan a la melodía su textura melódica”. Un escritor no especificado de la revista Record World declaró que “mientras la voz de Stevie atormenta, la inimitable sección rítmica de McVie-Fleetwood hipnotiza”. Un escritor no especificado de la revista Cash Box describió «Sara» como “una composición exuberante y fascinante” con “un arreglo brillante de teclados tenues, guitarras ligeras, armonías similares al viento y una sección rítmica completa y constante”.

## Posicionamiento

### Gráfica semanal
| Gráfica (1979–80)                             | Pico de posición |
| --------------------------------------------- | ---------------- |
| Alemania (Official German Charts)             | 44               |
| Australia (Kent Music Report)                 | 11               |
| Bélgica (Flandes) (Ultratop 50 Singles)       | 14               |
| Canadá (RPM Top Singles)                      | 12               |
| Canadá (RPM Adult Contemporary)               | 3                |
| Estados Unidos (Billboard Hot 100)            | 7                |
| Estados Unidos (Billboard Adult Contemporary) | 13               |
| Estados Unidos (Cash Box Top 100 Singles)     | 6                |
| Francia (IFOP)                                | 26               |
| Nueva Zelanda (Recorded Music NZ)             | 12               |
| Países Bajos (Nederlandse Top 40)             | 10               |
| Países Bajos (Single Top 100)                 | 14               |
| Reino Unido (UK Singles Chart)                | 37               |
| Sudáfrica (Springbok Radio)                   | 18               |

### Gráfica de fin de año
| Gráfica (1980)                            | Pico de posición |
| ----------------------------------------- | ---------------- |
| Australia (Kent Music Report)             | 99               |
| Canadá (RPM Top Singles)                  | 81               |
| Estados Unidos (Billboard Hot 100)        | 87               |
| Estados Unidos (Cash Box Top 100 Singles) | 55               |

## Certificaciones y ventas
| País              | Certificación | Ventas  |
| ----------------- | ------------- | ------- |
| Reino Unido (BPI) | Plata         | 200,000 |